# Леоновский сельсовет (Загорский район)
Леоновский сельсовет — упразднённая административно-территориальная единица, существовавшая на территории Московской губернии и Московской области до 1954 года.
Леоновский сельсовет возник в первые годы советской власти. По данным 1922 года он входил в состав Рогачёвской волости Сергиевского уезда Московской губернии.
В 1923 году к Леоновскому с/с был присоединён Бужаниновский с/с.
По данным 1926 года в состав сельсовета входили 3 населённых пункта — Леоново, Бужаниново и Митино II, а также 4 будки, пост и казарма.
В 1929 году Леоновский с/с был отнесён к Сергиевскому (с 1930 — Загорскому) району Московского округа Московской области. При этом к нему был присоединён Дубининский с/с.
9 июля 1952 года селение Дубининское было передано из Леоновского с/с в Березняковский с/с.
14 июня 1954 года Леоновский с/с был упразднён. Его территория была объединена с Дивовским и Душищевским с/с в новый Бужаниновский с/с.